# Alaksandr Bujkiewicz
Alaksandr Mikałajewicz Bujkiewicz (biał. Аляксандр Мікалаевіч Буйкевiч; ur. 19 listopada 1984 w Brześciu) – białoruski szablista, srebrny medalista mistrzostw świata.
Podczas mistrzostw świata w Katanii w 2011 roku Białorusini w składzie: Dzmitryj Łapkies, Alaksandr Bujkiewicz, Waleryj Pryjomka i Alaksiej Lichaczeuski zdobyli drużynowo srebrny medal. Był też między innymi czwarty drużynowo na mistrzostwach świata w Paryżu w 2010 roku i mistrzostwach świata w Budapeszcie w 2013 roku.
Wystartował na igrzyskach olimpijskich w Pekinie w 2008 roku, gdzie był piąty drużynowo i ósmy indywidualnie. Na rozgrywanych cztery lata później igrzyskach olimpijskich w Londynie indywidualnie odpadł w trzeciej rundzie, a drużynowo był siódmy. Brał też udział w igrzyskach olimpijskich w Rio de Janeiro w 2016 roku, zajmując indywidualnie dwunaste miejsce.
Zdobył drużynowo srebrny medal na mistrzostwach Europy w Gandawie (2007). Na mistrzostwach Europy w Kijowie (2008) zdobył złoto indywidualnie i brąz drużynowo. Ponadto był trzeci w turnieju indywidualnym na mistrzostwach Europy w Legnano (2012).